# Verwaltungsbeauftragter (THW)

Dienststellungskennzeichen eines Verwaltungsbeauftragten

Der Verwaltungsbeauftragte ist ein Mitglied des OV-Stabes des Technischen Hilfswerks. Er bearbeitet alle im Ortsverband anfallenden Verwaltungsangelegenheiten und unterstützt den Ortsbeauftragten, den OV-Stab und die Einheitsführer bei administrativen Aufgaben. Er wird auf Vorschlag des Ortsbeauftragten durch den Leiter der Regionalstelle in seine Funktion berufen. Der Verwaltungsbeauftragte muss kaufmännisches Verständnis besitzen und über Verwaltungskenntnisse verfügen.

## Aufgaben
Zu den Aufgaben des Verwaltungsbeauftragten gehören u. a.:
- Anlage und Bearbeitung der Helferakten
- Führung der Personalstands- und Anwesenheitslisten
- Erstellen von Lehrgangsmeldungen sowie Nachweisführung in Zusammenarbeit mit dem Ausbildungsbeauftragten
- Führen der Handkasse
- Schriftguterstellung, Verwaltung und Statistik
- Mitwirkung bei der allgemeinen Berichterstattung
- Vorbereitung der Abmahnungs- und Ausschlussverfahren
- Pflege der Daten in den THW-Datenbanken
- Einrichten und Überwachen der OV-Registratur

Bei Einsätzen kann der Verwaltungsbeauftragte eine Stabsfunktion im Leitungs- und Koordinierungsstab des Ortsverbandes übernehmen.